# Jahrbuch für das Berg- und Hüttenwesen in Sachsen
Das Jahrbuch für das Berg- und Hüttenwesen in Sachsen (anfangs Kalender für den Sächsischen Berg- und Hüttenmann) war eine jährlich erscheinende Veröffentlichung mit bergstatistischen und wissenschaftlich-technischen Beiträgen zum Bergbau in Sachsen. Es erschien unter wechselnden Sachtiteln zwischen 1827 und 1942.

## Geschichte
Bereits von 1773 bis 1783 gab es mit dem Chursächsischen Bergwerks-Kalender (seit 1774 Churfürstlich-Sächsischer gnädigst privilegirter Berg-Calender) sowie 1790 und 1791 mit dem Bergmännischen Kalender durch Alexander Wilhelm Köhler Versuche, ein Jahrbuch für den sächsischen Bergbau zu etablieren. Diese privaten Initiativen waren jedoch nicht von langer Dauer.
Erst 1827 wurde durch die Bergbehörden der erneute Versuch unternommen, einen Bergkalender herauszugeben, der die Bergreviere, insbesondere im sächsischen Erzgebirge, mit Informationen zum Bergbau versorgte. Obwohl als Kalender konzipiert, wurde auf die damals üblichen Angaben zu „Planetenlauf, die Himmelsstellung, die Wetterprophezeihungen und dergleichen“ weitestgehend verzichtet.
Stattdessen lag der Schwerpunkt auf der Bekanntgabe von Terminen, Maßen und Gewichten, Nennung der Bergbeamten sowie statistischen Übersichtsangaben zum Ausbringen etc. der im jeweiligen Berichtsjahr existierenden Bergbauunternehmen. Nahezu von Anfang an wurden im Jahrbuch auch kurze wissenschaftliche Beiträge der Bergakademie Freiberg veröffentlicht, die in den ersten 45 Jahren als Herausgeber und Verleger in Erscheinung trat. Neben kleineren Informationen über Erfindungen und Erfahrungen mit technischen Neuerungen kamen später immer mehr Originalveröffentlichungen hinzu. Diese umfassten beispielsweise montanhistorische Beschreibungen, aber auch die Erstveröffentlichung von fünf neuen Uranmineralen aus dem „Jahrhundertfund“ in der Grube Weißer Hirsch in Schneeberg.
1870 wurde damit begonnen, nicht nur statistische Übersichten zu liefern, sondern den Zustand jedes einzelnen Bergwerks mit Besitzer, Gewinnungsgegenstand, Menge und Geldwert des Ausbringens sowie Zubuße oder Ausbeute aufzulisten. Selbst 1875 waren das z. B. noch 334 Erzbergwerke, 93 Stein- und 184 Braunkohlenbergwerke. Ferner enthalten die Ausgaben ausführliche Angaben über Beschäftigte, ihre Einkommensverhältnisse und versicherungsseitige sowie gesundheitliche Fragen, teilweise mit statistischen Auflistungen.
Ein typografische Umgestaltung erfuhr das Jahrbuch mit dem Jahrgang 1875 unter Carl Gottlieb Gottschalk, der es zwischen 1873 und 1886 herausgab. Anstelle der Frakturschrift wurde eine modernere Serifenschrift eingeführt. Obwohl die bergstatistischen Mitteilungen und die Abhandlungen von Anfang an getrennt waren, wurden erst jetzt getrennte Seitennummerierungen vorgenommen. 1883 wurde noch ein Anhang angefügt, in dem Gesetze und Veröffentlichungen abgedruckt wurden.
Zwischen 1887 und 1916 wurde das Jahrbuch durch den Geheimen Bergrat Carl Menzel herausgegeben. Ihm folgte der Oberbergrat und spätere Berghauptmann Christian Otto Hirsch, der das Jahrbuch zwischen 1917 und 1920 besorgte. Nachfolgend traten wieder das Sächsische Bergamt sowie das Sächsische Oberbergamt unpersonalisiert als Herausgeber in Erscheinung.
Mit dem Gesetz zur Überleitung des Bergwesens auf das Reich vom 28. Februar 1935 wurde das Bergwesen im Reichswirtschaftsministerium konzentriert. Statistische und wissenschaftliche Mitteilungen mit Ausnahme der Bergwerke wurden von nun an in der Zeitschrift für das Berg-, Hütten- und Salinenwesen im Deutschen Reich veröffentlicht. Das Jahrbuch wurde durch das Sächsische Oberbergamt in verringertem Seitenumfang mit Statistiken und Bergwerks- bzw. Betriebsverzeichnissen von 1935 (109. Jg.) bis 1938 fortgesetzt.
Da es weiterhin Bedarf an der Veröffentlichung der Bergwerke gab, wurden in den Jahren 1939/1940 und 1941/1942 noch zwei Doppelhefte mit einem Bergwerksverzeichnis des Oberbergamts Freiberg herausgegeben. Diese unterlagen der Geheimhaltungsstufe Nur für den Dienstgebrauch und umfassten neben Sachsen auch den 1938 annektierten Reichsgau Sudetenland.

## Erscheinungsverlauf
- 1827–1851: Kalender für den Sächsischen Berg- und Hüttenmann auf das Jahr …
- 1852–1872: Jahrbuch für den Berg- und Hüttenmann auf das Jahr …
- 1873–1917: Jahrbuch für das Berg- und Hüttenwesen im Königreiche Sachsen auf das Jahr …
- 92.1918–112.1938: Jahrbuch für das Berg- und Hüttenwesen in Sachsen. Jahrgang …
- 1939/1940–1941/1942: Bergwerksverzeichnis des Oberbergamts Freiberg

## Digitalisierung
In den Jahren 2004/2005 wurde das Jahrbuch durch die Universitätsbibliothek „Georgius Agricola“ der Technischen Universität Bergakademie Freiberg im Rahmen ihrer Zuständigkeit für das Sondersammelgebiet Geologie vollständig digitalisiert. Dies erfolgte sowohl aus Gründen des Bestandsschutzes der aus Holzschliff gefertigten älteren Hefte als auch um eine parallele Nutzung der häufig nachgefragten Hefte zu ermöglichen. Eine OCR-Erkennung wurde möglich, nachdem die bis 1874 in Frakturschrift gedruckten Hefte in Times New Roman transferiert wurden.